# جيمس فيشر (لاعب كرة قدم)
جيمس فيشر (بالإنجليزية: James Fisher)‏ هو لاعب كرة قدم بريطاني (وحمل سابقاً جنسية المملكة المتحدة لبريطانيا العظمى وأيرلندا) في مركز الهجوم، ولد في 23 ديسمبر 1876 في إستيرلينغ في المملكة المتحدة، وتوفي في 8 فبراير 1921. لعب مع أستون فيلا ومانشستر يونايتد.

## وصلات خارجية
- جيمس فيشر على موقع قاعدة بيانات كرة القدم.إي يو (الإنجليزية)
- جيمس فيشر على موقع قاعدة بيانات كرة القدم.إي يو (الإنجليزية)